# Villa Florentina
Villa Florentina, también conocida como Villa Álvarez, es un edificio del municipio español de Sitges (Barcelona) incluido en el Inventario del Patrimonio Arquitectónico de Cataluña.

## Descripción
Se trata de un edificio aislado rodeado por un jardín, situado en el Paseo Marítimo y que hace esquina con la calle Reverendo J. Lloveras. Es de planta irregular y con varios niveles de altura. Se encuentra elevado respecto al nivel de la calle y se accede a través de cinco escalones. Las aberturas son en su mayor parte adinteladas, excepto la puerta de acceso y dos ventanas de la planta baja que son de arco de medio punto. Las cubiertas son de teja árabe con piezas cerámicas y, por lo general, están a cuatro vertientes y con aleros muy sobresalientes sostenidos por ménsulas de madera. Es un elemento remarcable el panel ornamental de cerámica, con relieves figurativos que hay en una de las fachadas laterales.

## Historia
Según la documentación conservada en el Archivo histórico municipal de Sitges, la casa fue construida por Francesc Armengol en 1919. Esta casa forma parte del conjunto de Terramar, ciudad-jardín comenzada en 1919. 
Al poco tiempo de iniciarse las obras, la casa fue adquirida por Francisco de Álvarez-Cuevas y Güell, empresario y coleccionista de arte, por lo que la casa pasó a conocerse como Villa Álvarez. En 1930, el Ayuntamiento de Sitges dio permiso a Francisco de Álvarez-Cuevas para cercar el jardín de la casa. Con los años, junto a la casa se abrió la calle Reverendo J. Lloveras, convirtiéndola en un edificio esquinero, y con una nueva fachada principal. Este hecho hizo que Francisco de Álvarez-Cuevas decidiera embellecer esta nueva fachada con relieves escultóricos de Pere Jou. 
En 1951 la casa fue adquirida por Francesc Comas y Vila y su esposa Florentina Poch y Álvarez. Fue en ese momento cuando se cambió el nombre a Villa Florentina, en honor a la esposa del nuevo propietario.